# Bělas
Bělas (Chionanthus) je rod rostlin z čeledi olivovníkovité. Jsou to stálezelené nebo řidčeji opadavé keře a stromy s jednoduchými listy a zajímavými květy s dlouhými korunními lístky. Plodem je peckovice. Rod zahrnuje asi 130 druhů a je rozšířen v Asii, Austrálii a Americe. Převážná většina druhů roste v tropech. Bělas viržinský je pěstován v České republice jako okrasný keř.

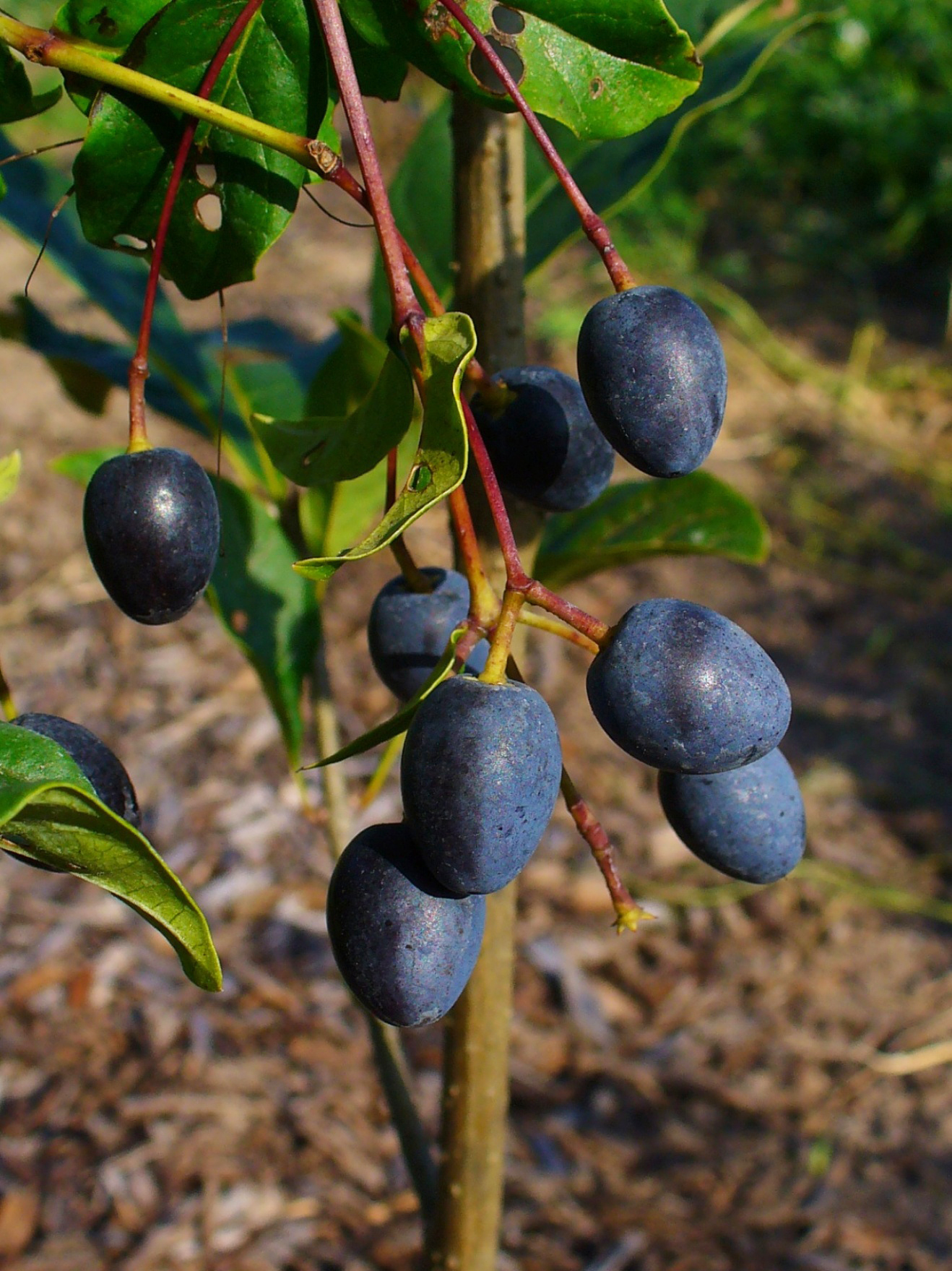
Zralé plody bělasu viržinského

## Popis
Bělasy jsou povětšině stálezelené, zřídka opadavé keře nebo stromy. Listy jsou jednoduché, tenké nebo tuhé, vstřícné, celokrajné, se zpeřenou žilnatinou. Květy jsou oboupohlavné, uspořádané nejčastěji v úžlabních latách, řidčeji ve vrcholících, okolících, hroznech nebo svazečcích. Kalich je drobný, zakončený 4 zuby nebo laloky. Koruna je bílá, žlutá nebo růžová, čtyřčetná. Korunní lístky jsou téměř volné nebo na bázi srostlé v krátkou trubičku, případně na bázi srostlé do párů. Tyčinky jsou 2, přirostlé na bázi korunních lístků. Semeník je srostlý ze 2 plodolistů obsahujících po 2 vajíčkách. Čnělka je krátká, zakončená celistvou nebo dvouklanou bliznou. Plodem je peckovice obsahující zpravidla jediné semeno.

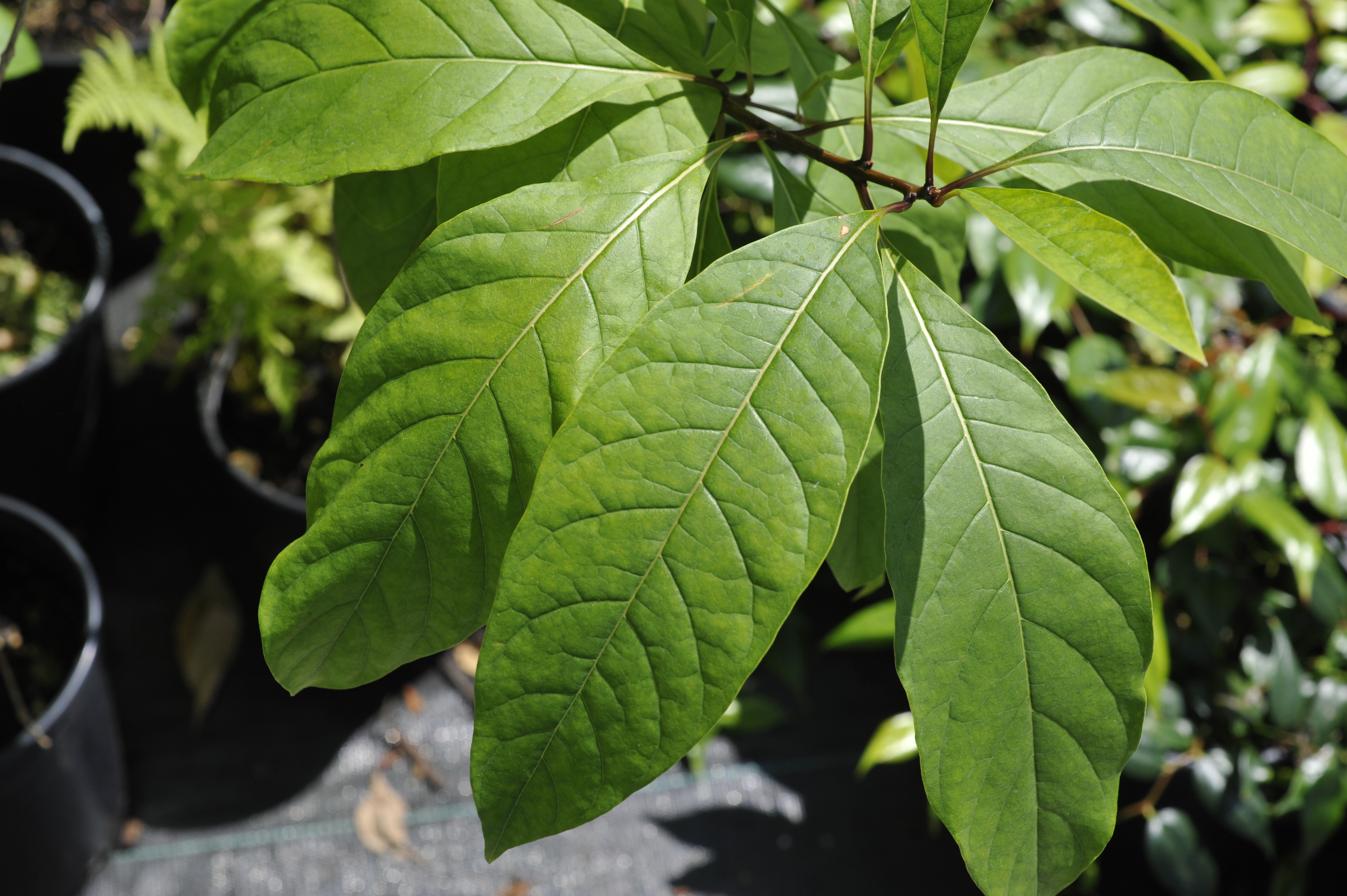
Listy bělasu viržinského
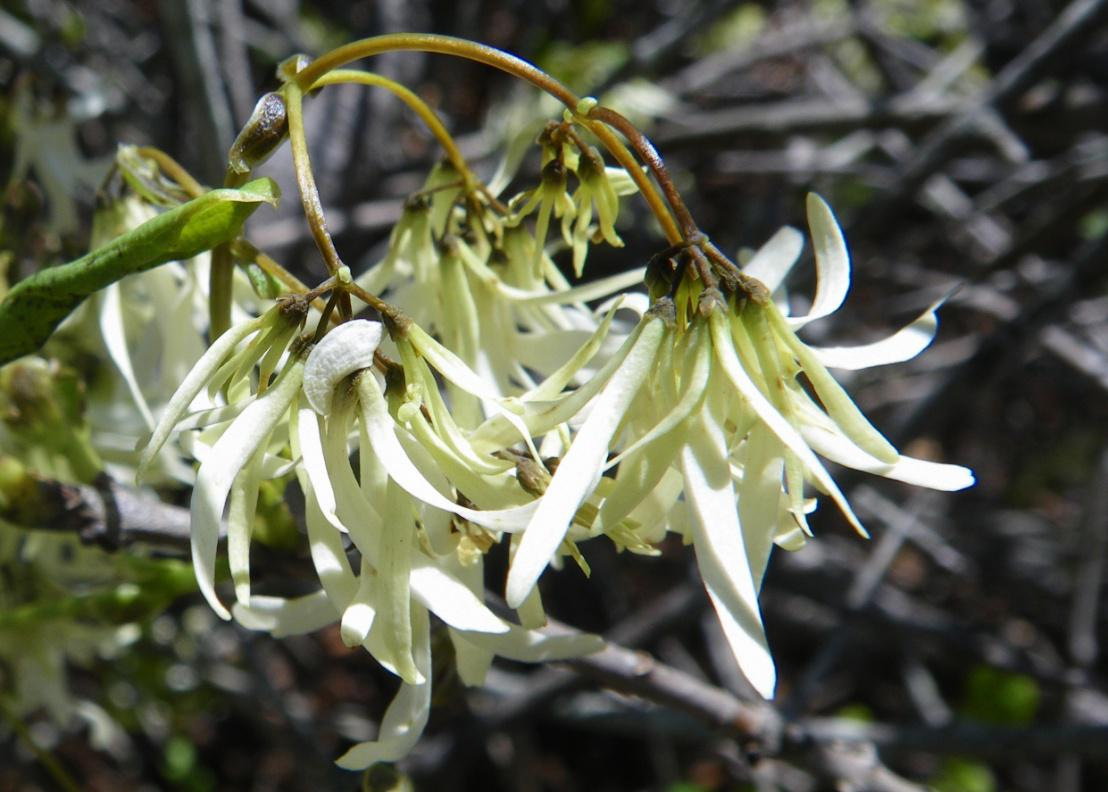
Květy bělasu Ch. pygmaeus
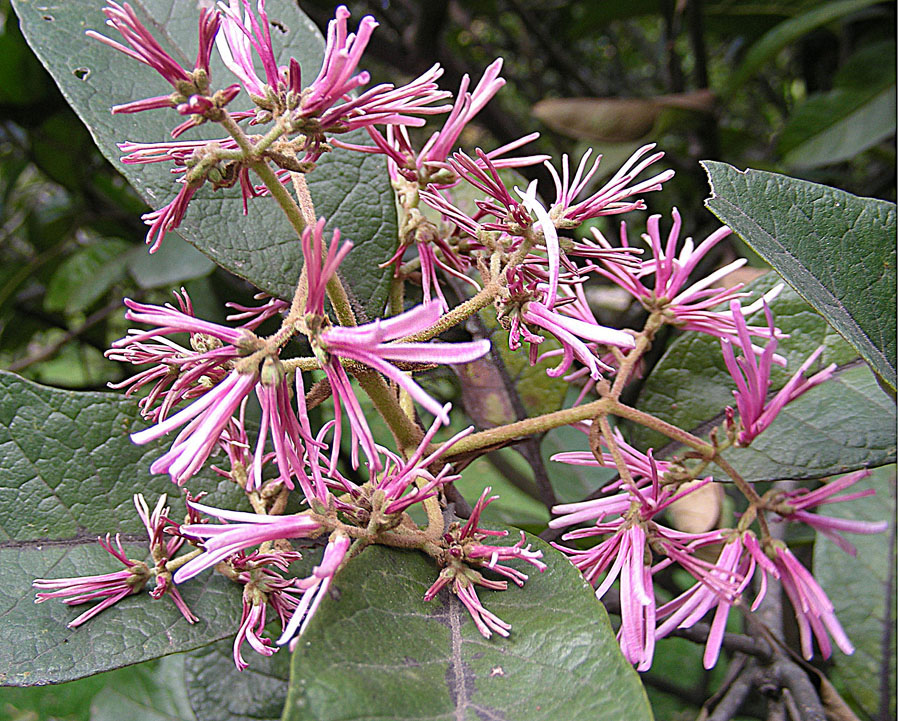
Růžově kvetoucí druh Ch. pubescens
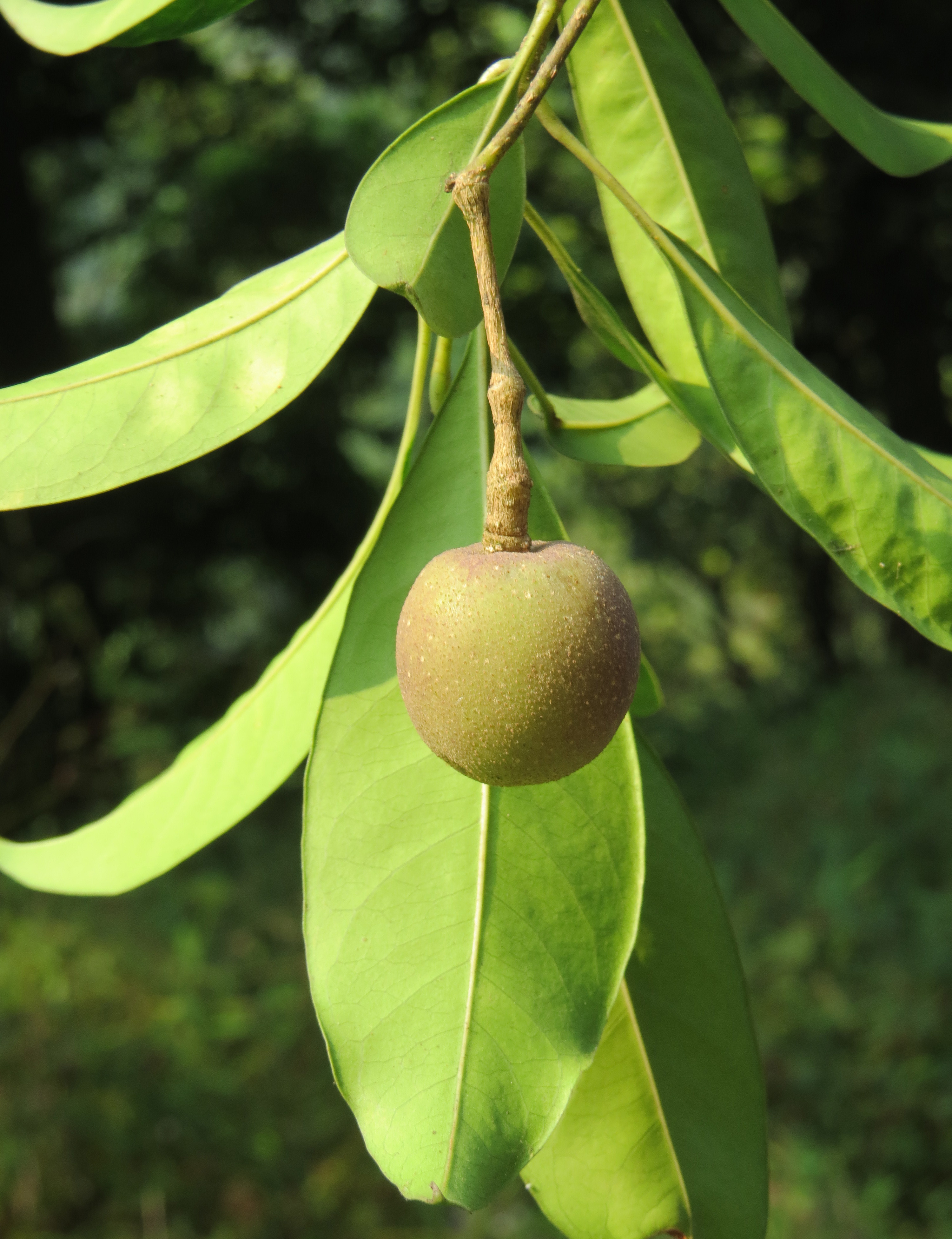
Plody Ch. ramiflorus

## Rozšíření
Rod bělas zahrnuje v současném pojetí asi 130 druhů. Je rozšířen v tropické a subtropické Americe, Asii a Austrálii. Největší počet druhů roste v jihovýchodní Asii (téměř 60) a v Indočíně (21 druhů). V Číně se vyskytuje 7 druhů, v Indickém subkontinentu 4, na Nové Guineji a přilehlých souostrovích 9, v Austrálii i v Tichomoří 4. V Americe je rod zastoupen o něco méně, roste však v Severní, Střední i Jižní Americe. Nejvíce druhů roste v Karibiku (15) a Brazílii (11). Nejvýše na sever zasahuje v Americe bělas viržinský, široce rozšířený ve východních oblastech USA až po stát New York. Na jihu Jižní Ameriky dosahuje Ch. trichotomus až do Argentiny a Paraguaye. Převážná většina druhů nemá příliš velký areál rozšíření a jsou svým výskytem zpravidla omezeny na jediný stát či oblast. Výjimkou je asijský druh Ch. ramiflorus, široce rozšířený v tropické Asii a Nové Guineji a zasahující i do severovýchodní Austrálie. V Jižní Americe má rozsáhlá areál Ch. implicatus.

## Taxonomie
Pojetí rodu Chionanthus prošlo v posledních letech výraznou proměnou. Fylogenetické analýzy ukázaly, že afričtí zástupci tohoto rodu jsou vmíseni do vývojové větve madagaskarského rodu Noronhia a společně tvoří monofyletickou skupinu. Proto byly africké druhy přeřazeny do rodu Noronhia. Taxonomie této skupiny však dosud není uzavřena.

## Zástupci
- bělas uťatý (Chionanthus retusus)
- bělas viržinský (Chionanthus virginicus), syn. bělas virginský[4][5]

## Význam
Bělas viržinský je jeden z mála opadavých druhů tohoto rodu rostoucích v mírném pásu. V České republice je občas pěstován jako zajímavě kvetoucí okrasný keř. Je silně teplomilný a vhodný jen pro nejteplejší, vinorodé oblasti. Vynikne zejména jako solitéra. Výjimečně je pěstován i asijský bělas uťatý (Chionanthus retusus).

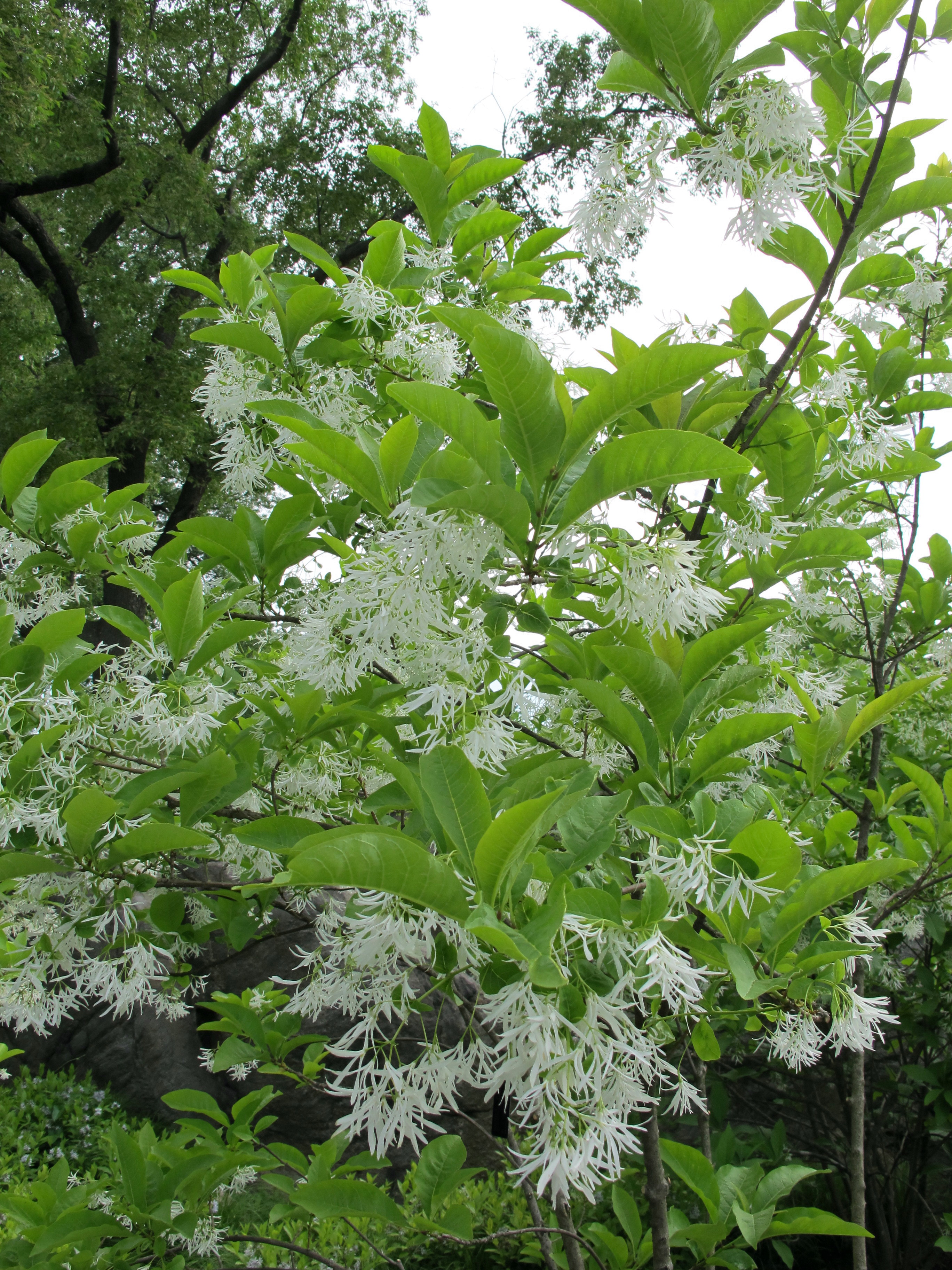
Rozkvetlý bělas viržinský
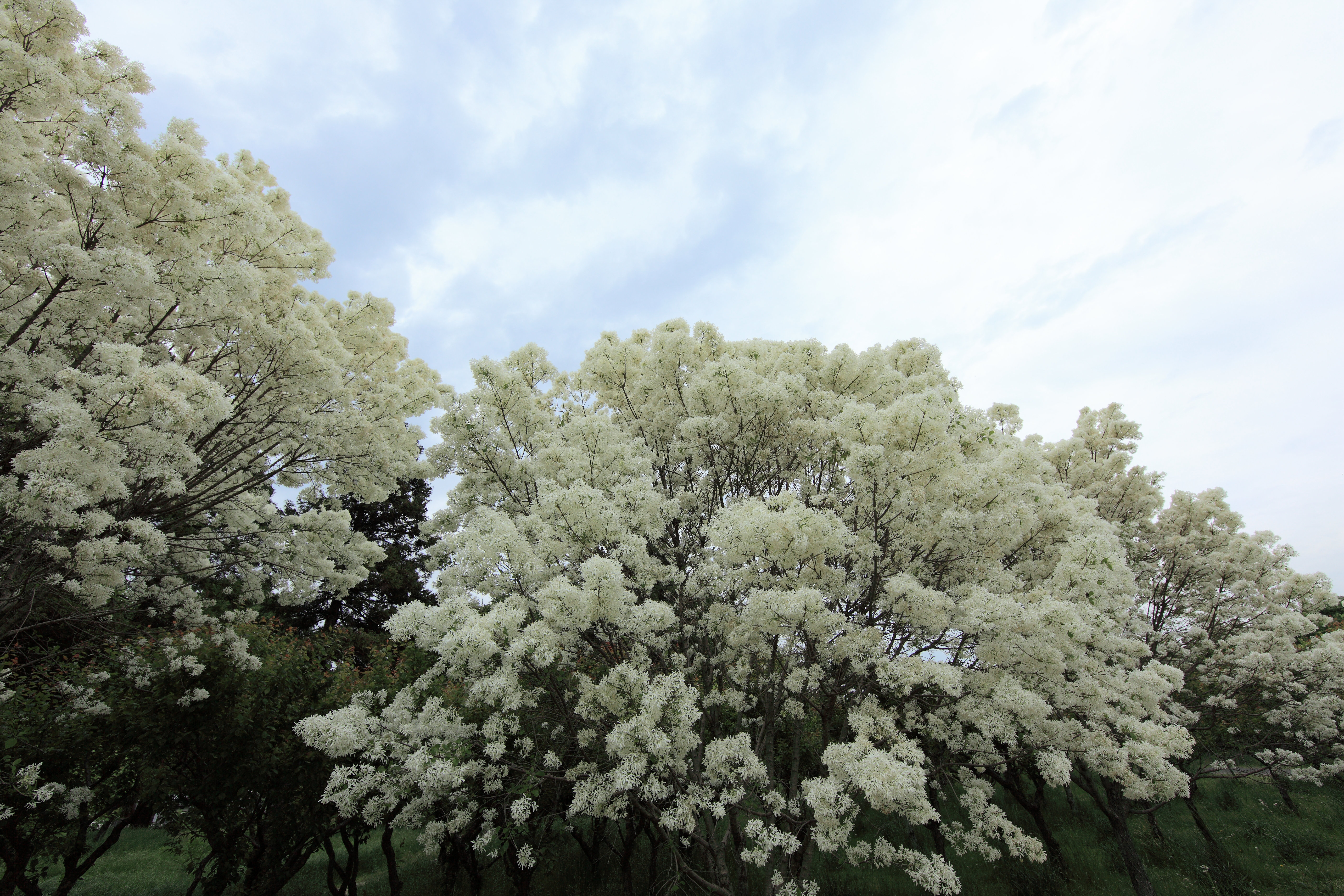
Bohatě rozkvetlé keře bělasu uťatého (Ch. retusus)